# 细胞内受体
细胞内受体（Intracellular receptor）是指位于细胞膜内部的细胞质或细胞核中的受体，这类受体都为转录因子。因为其激素要穿越细胞膜才能进入细胞内与其结合，所以通常都为脂溶性激素如类固醇激素等。

## 例子
- 转录因子
  - 核受体
- IP3受体（肌醇三磷酸，IP3）